# Sámuel Teleki

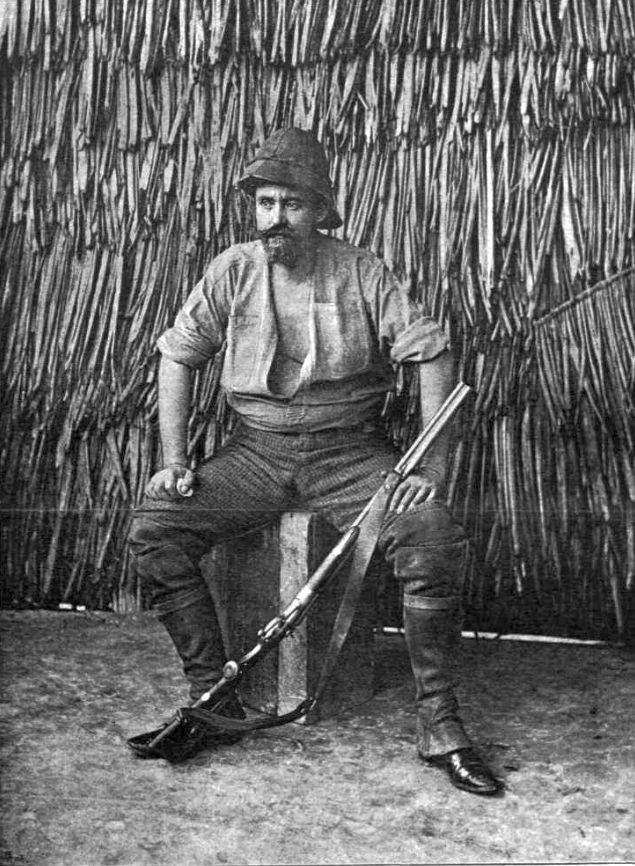
Hrabia Sámuel Teleki

Sámuel Teleki (ur. 1 listopada 1845, zm. 10 marca 1916) – węgierski podróżnik, który poprowadził pierwszą wyprawę do północnej Kenii. Był pierwszym Europejczykiem, który ujrzał i nazwał Jezioro Rudolfa oraz pierwszym badaczem Wielkich Rowów Afrykańskich.

## Wczesne lata
Teleki, hrabia Szék, urodził się w Ernei (Dumbrăvioara) w Siedmiogrodzie (obecnie Okręg Marusza w Rumunii). Wywodził się ze znaczącej rodziny. Jego pradziadek, Sámuel Teleki (1739–1822), założył Bibliotekę Teleki w Târgu Mureș, otwartą w 1802 jako jedna z pierwszych publicznych bibliotek Królestwa Węgier. Studiował mineralogię, geologię, astronomię i geografię.

## Pierwsza wyprawa
Hrabia Teleki i jego towarzysz, Ludwig von Höhnel (oficer austro-węgierskiej marynarki wojennej), wyruszyli w lutym 1887 z Pangani (Tanzania) wraz z około 400 tragarzami, kierując się w górę rzeki Pangani. W dniu 12 kwietnia ekspedycja dotarła do stóp Kilimandżaro. Teleki był pierwszym, który dotarł na tej górze do linii wiecznego śniegu na wysokości 5300 m n.p.m.
Również na Mount Kenia Teleki dotarł wysoko, do wysokości około 4300 m n.p.m., jednak z braku sprzętu wysokogórskiego i większego zespołu (von Höhnel był chory) nie udało mu się zdobyć dwóch najwyższych wierzchołków.
Po wyczerpującej dalszej drodze 5 marca 1888 ekspedycja zdołała odkryć ostatnie z Wielkich Jezior Afrykańskich, nazwane na cześć przyjaciela Telekiego i inicjatora wyprawy, arcyksięcia Rudolfa Jeziorem Rudolfa (nazywane też Jeziorem Turkana) w Rift Valley Province. Dalsza wyprawa w rejony południowej Etiopii pozwoliła odkryć mniejsze jezioro, Stefanie (nazwane na cześć arcyksiężnej Stefanii, obecna nazwa Jezioro Chew Bahir).
Wyprawa zakończyła się w październiku 1888 po przybyciu do portu w Mombasy. 
W 1895 Teleki wrócił do Kenii, aby wspiąć się na wierzchołek Kilimandżaro. Nie udało się mu osiągnąć jednak celu. Jego imieniem nazwano wulkan Telekiego. 
Od 1881 był członkiem Izby Magnackiej (Főrendiház) w węgierskim parlamencie, będącej odpowiednikiem austriackiej Izby Panów. Zmarł w 1916 w Budapeszcie po długiej chorobie.

## Pamiętniki
Swoje spostrzeżenia z ekspedycji z lat 1886–1895 Teleki zapisał w swoich Pamiętnikach Wschodnioafrykańskich, przetłumaczonych na angielski.